# Аріана Кукорс
Аріана Кукорс (англ. Ariana Kukors, 1 червня 1989) — американська плавчиня.
Учасниця Олімпійських Ігор 2012 року.
Чемпіонка світу з водних видів спорту 2009 року, призерка 2011 року.
Чемпіонка світу з плавання на короткій воді 2010 року.
Призерка Пантихоокеанського чемпіонату з плавання 2006, 2010 років.